# آیوپاک
اتحادیهٔ بین‌المللی شیمی محض و کاربردی (به انگلیسی: International Union of Pure and Applied Chemistry) که آیوپاک (به انگلیسی: IUPAC) کوتاه‌شدهٔ آن است، یک سازمان غیردولتی است که در سال ۱۹۱۹ میلادی (سال ۱۲۹۸ ه‍.خ)، به‌دنبال نشست‌های بین‌المللیِ شیمی کاربردی به‌منظور ارتقای دانش شیمی پایه‌گذاری شد. اعضای این اتحادیه را انجمن‌های شیمی ملی تشکیل می‌دهند.

بسیاری از انتشارات آیوپاک بر روی اینترنت قابل مشاهده است. دفتر مرکزی این تشکل، که عضوی از آکادمی بین‌المللی علوم یا به عبارت صحیح (International Council for Science) به‌شمار می‌رود، در «پارک تحقیقاتی مثلث» در کشور آمریکا واقع شده است.

## تاریخچه
در سال ۱۸۶۰ اولین نیازها به وجود تشکل متمرکزی در حوزهٔ دانش شیمی احساس می‌شد که در پی آن دانشمندی آلمانی به نام فردریش آگوست ککوله چنین کمیته‌ای را افتتاح کرد که اولین و تنها تشکلی بود که نامگذاری ترکیبات آلی را به‌طور تخصصی برعهده گرفت.

طی سال‌های جنگ جهانی دوم، آیوپاک همکاری نزدیکی با نیروهای متفقین داشت که البته در نتیجهٔ نهاییِ جنگ تأثیر زیادی نگذاشت. پس از اتمام جنگ نیز مجدداً به آلمان غربی برای عضویت در آیوپاک اجازه داده شد. در طی جنگ نیز این سازمان تلاش‌های بی‌وقفهٔ خود را بر روی استانداردسازی نامگذاری عناصر متمرکز کرد.

## سال جهانی شیمی

لوگوی سال جهانی شیمی

آیوپاک و یونسکو سازمان‌هایی هستند که به‌طور متمرکز نشست‌ها و اهداف پروژه‌های ویژه برای این منظور را اداره می‌کنند. در سال ۲۰۱۱ که سال جهانی شیمی نام‌گذاری شده بود، بر طبق نظر آیوپاک، بشر شاهد پیشرفت‌های چشمگیری در زمینهٔ شیمی بوده است. شعار نشست‌های این سال نیز «شیمی، زندگی ما، آیندهٔ ما» بود.